# Гринберг, Александр Абрамович

Памятник на могиле..

Александр Абрамович Гринберг (2 мая 1898, Санкт-Петербург — 16 июля 1966, Ленинград) — советский химик, профессор (1932), академик АН СССР (1958), заслуженный деятель науки и техники РСФСР, лауреат Сталинской премии (1946), XV Менделеевский чтец.

## Биография
А. А. Гринберг родился 2 мая 1898 в семье горного инженера. В 1916 окончил гимназию в Петрограде с отличием и поступил на физико-математический факультет ЛГУ в медицинскую группу, в дальнейшем перешёл на химические отделение. С 1920 года по приглашению Л. А. Чугаева был принят сотрудником Института по изучению платины и других благородных металлов Академии наук. После окончании ЛГУ в 1924 занял должность учёного специалиста. В этот же период получил первое научное отличие — ему была присуждена «Малая премия» им. А. М. Бутлерова за исследование «К вопросу о функции индикаторов».
С 1928 работал в 1-м Ленинградском медицинском институте им. И. П. Павлова в должности ассистента, затем в 1931 — доцент кафедры химии фармацевтического факультета 1-го Ленинградского медицинского института им. И. П. Павлова, с 1932 по 1947 — профессор, заведующий кафедрой неорганической и аналитической химии в том же институте. С 1937 и до конца жизни заведовал кафедрой общей и неорганической химии в Ленинградском технологическом институте им. Ленсовета.
Автор научных трудов по комплексным соединениям, в том числе платины и палладия. Научные заслуги Александра Абрамовича получили международное признание. Его часто приглашали для чтения лекций и докладов за рубежом, для участия в международных съездах и конференциях. В 1935 Александру Абрамовичу было присвоено звание профессора и ученая степень доктора химических наук. В 1943 он был избран членом-корреспондентом, а в 1958 действительным членом АН СССР.
Похоронен на Комаровском кладбище.

## Научная деятельность
Научные работы посвящены химии комплексных соединений. Исследовал (1931—1939) строение и стереохимию комплексных солей платины. Изучал совместно с Б. В. Птицыным термическое разложение аммиакатов двухвалентной платины (1931), а также изомерию производных двухвалентных платины и палладия, в частности предложил (1932) новый метод определения строения геометрических изомеров (метод Гринберга). В результате исследования магнитной восприимчивости платины и палладия выяснил характер связей в их комплексных соединениях. Объяснил (1932) закономерность транс-влияния Черняева с помощью поляризационных представлений. Обнаружил (1957, совместно с Ю. Н. Кукушкиным) кинетическое цис-влияние лигандов, расположенных рядом в молекуле комплекса.

### Исследования в химии комплексных соединений
В 20-х годах координационная теория подвергалась многочисленным сомнениям и нападкам. Некоторые ученые видели недостатки этой теории в том, что отдельные соединения, предсказываемые координационной теорией, никак не удавалась получить, например, пентаамин платины (IV). Однако Чугаеву удалось получить данной соединение, а Гринберг экспериментально подтвердил наличие геометрической изомерии платины (II) на примере соединения состава [Pt(NH3)2(SCN)2] и одновременно Ганчем на примере соединений состава [PtPy2Cl2]. Успешный синтез цис-транс-изомерных гликолевых соединений [PtGl2] подтвердил плоскостное строение этих комплексов. В 1963 А. А. Гринберг вернулся к данному синтезу и установил, что цис-изомер существует в двух модификациях, отличающихся по растворимости и ИК-спектрам, что может быть обусловлено конформационными причинами.
В 1963 успешным синтезом [Pt(NH3)2Cl2] им было доказано наличие цис-транс-изомерии для комплексных соединений Pt(II), тем самым окончательно было доказано их плоскостное строение.
В 1932 объяснил закономерность трансвлияния с позиций поляризационных представлений, а в 1935 была осуществлена первая попытка расчетным путем оценить этот эффект. В середине 50-х годов А. А. Гринбергу удалось экспериментально обнаружить явление цис-эффекта.

### Исследования в области окислительно-восстановительных свойств комплексных соединений
В начале 30-х годов Александр Абрамович выполнил работу, устанавливающую возможность количественного окисления некоторых комплексных соединений перманганатом. Практически все известные в литературе константы нестойкости комплексных соединений платины(II) получены А. А. Гринбергом. В 1933 опубликовал работу по исследованию растворимости некоторых комплексных солей в смешанных растворителях. В ней он показал, что вещество плохо растворяется или практически не растворяется ни в одном из двух растворителей в отдельности, а в смеси растворяется хорошо. Данное явление объяснялось механизм растворения в смешанных растворителях: отдельные части растворяющегося вещества сольватируются молекулами различных растворителей.
В результате работ, выполненных в данном направлении получили освещение такие вопросы, как влияние природы лиганда на окислительно-восстановительный потенциал, механизм установления окислительно-восстановительного потенциала; сформулированы представления о природе явлений, определяющих потенциал в изученных системах

### Исследования с использованием радиоактивных изотопов
В середине 30-х годов установилась научная связь А. А. Гринберга с Государственным радиевым институтом им. В. Г. Хлопина АН СССР, возглавляемым в то время академиками В. И. Вернадским и В. Г. Хлопиным. Здесь в 1939 Гринбергом были начаты исследования, в которых радиоактивные изотопы использовались для изучения комплексных соединений, что привело к открытию целого ряда интересных фактов и явлений.
Совместно с Ф. М. Филиновым применил изотопы для исследований комплексных соединений. В исследовании по изучению изотопного обмена брома в бромоплатините и бромоплатинате калия было установлено, что внутренняя сфера комплексов лабильна, все атомы брома равноценны. Таким образом, экспериментально было показано отсутствие различия между главной и побочной валентностями. На примере изотопного обмена лигандов в платинах показал несоответствие термодинамической прочности комплексных соединений и их кинетической лабильности. И позже термодинамическая прочность этих платинатов была охарактеризована количественно. В настоящее время обратная зависимость термодинамической прочности и кинетической лабильности подтверждена на разнообразных комплексных соединениях как реакциями изотопного обмена, так и реакциями замещения.
Проводя кинетические исследования реакций замещения и изотопного обмена, А. А. Гринберг вывел механизмы многих реакций

### Исследования в области химии урана и тория
Работы по химии урана А. А. Гринберг начал с исследования бензоилацетоната и ацетилацетоната уранила. Было показано, что бензоилацетонат уранила может изменять окраску от оранжево-желтой до красной в зависимости от степени «оводнения» и является внутрикомплексной солью.
Работа по синтезу гексакарбонила урана, выполненная совместно с Б. В. Птицыным, Ф. М. Филиновым, В. И. Лаврентьевым показала, что уран не является аналогом металлов групы хрома (хром, молибден, вольфрам).
В 1952 предложил удобный метод восстановления U(VI) в кислом растворе с помощью ронгалита — формальдегидсульфоксилата натрия
Изучая физико-химические свойства оксалатных комплексов уранила, охарактеризовал поведение оксалата уранила и его комплексов в водном растворе: оксалат уранила в растворе претерпевает солевую диссоциацию, являясь слабым электролитом, но также и кислотную. Из измерений электропроводности растворов были обоснованы формулы оксалата уранила и анионных комплексов: M2[UO2(C2O4)2] ∙ 3H2O и Me6[(UO2)(C2O4)2]2-. Также была оценена подвижность иона, охарактеризованы кислотные свойства этих соединений и определены константы нестойкости, отвечающие отщеплению первого оксалатного иона из внутренней сферы комплекса.
Впервые был представлен метод для определения заряда красного комплексного соединения рутения, синтезированного А. А. Гринбергом и Флетчером.
Под руководством А. А. Гринберга было экспериментально изучено соосаждение церия (III) с оксалатом уранила, при котором имело место образование аномальных смешанных кристаллов без нижней границы смешиваемости, и изоморфное соосаждение тория с тем же носителем.

## Награды и премии
- орден Трудового Красного Знамени (10.06.1945)
- орден Красной Звезды (21.03.1947)
- Сталинская премия второй степени (1946) — за научные исследования в области химии комплексных соединений, обобщённые в монографии «Введение в химию комплексных соединений» (1945)
- Заслуженный деятель науки и техники РСФСР
- премия имени А. М. Бутлерова (1925)

## Память
- На здании Ленинградского технологического института имени Ленсовета по адресу Московский проспект 26, где в 1936—1966 гг. работал Гринберг, в 1967 году была установлена мемориальная доска с текстом: «Кафедра общей неорганической химии. С 1936 г. кафедру возглавлял выдающийся учёный, академик Александр Абрамович Гринберг»[21].
- Могила ученого на кладбище в пос. Комарово является памятником культурно-исторического наследия.

## Публикации
- Введение в химию комплексных соединений, 2 изд., Л.-М., 1951.
- Физическая химия комплексных соединений. Сборник трудов. Изд-во «Наука», Ленингр. отд., Л., 1972, 435 с.

## Личные качества
Б. П. Никольский об А. А. Гринберге:
Нельзя не сказать несколько слов об Александре Абрамовиче как о человеке. Он был на редкость принципиальным, добрым и обаятельным, привлекал к себе сердца людей не только увлеченностью и высоким уровнем своей научной мысли, но и своим благорасположением к людям, веселостью и остроумием. Его доклады и лекции пользовались всеобщей популярностью из-за глубокого и всегда интересного содержания и живости изложения. Все близко знавшие Александра Абрамовича не только уважали, но и очень любили этого прекрасного человека.Б. П. Никольский